# Arthur Guilherme
Arthur Guilherme de Sousa Fortunato, meglio noto come Arthur Guilherme o, semplicemente, Arthur (Uberlândia, 16 maggio 1994), è un giocatore di calcio a 5 brasiliano.
Con la nazionale brasiliana è stato campione del mondo nel 2024 e campione sudamericano nel 2017 e nel 2024.

## Carriera
Schierato come laterale offensivo, Arthur Guilherme ha vinto con la nazionale maschile under 20 di calcio a 5 del Brasile il campionato sudamericano di categoria del 2014 mentre con la nazionale maggiore si è aggiudicato due edizioni della Copa América (2017 e 2024). Nel 2021  viene incluso nella lista definitiva dei convocati della Seleção per la Coppa del Mondo, conclusa dai sudamericani al terzo posto.

## Palmarès

### Club

#### Competizioni nazionali
- Campionato brasiliano: 1
Corinthians: 2016
- Supercoppa brasiliana: 1
Magnus: 2018
- Campionato spagnolo: 1
Barcellona: 2018-19
- Coppa di Spagna: 2
Barcellona: 2018-19, 2019-20
- Supercoppa di Spagna: 1
Barcellona: 2019
- Coppa del Re: 2
Barcellona: 2018-19, 2019-20
- Coppa del Portogallo: 1
Benfica: 2022-23

#### Competizioni internazionali
- UEFA Champions League: 1
Barcellona: 2019-20

### Nazionale
- Coppa America: 2
Argentina 2017, Paraguay 2024
- Campionato mondiale: 1
Uzbekistan 2024